# あさみん (元AV女優)
あさみん（1985年（昭和60年）4月11日 - ）は、日本の元AV女優、タレント。東京都出身。所属事務所はサンプロ→ティーパワーズ。血液型はA型。旧名義は小川 あさ美。業界でもトップクラスの長身美脚を誇っており、デビュー以来7年以上も第一線で活躍する数少ない女優である。2008年4月～2013年4月までセクシーアイドルユニット、恵比寿マスカッツの1期生としても活躍する等、タレント活動も積極的に行っていた。

## 略歴
- 2005年9月、『スター誕生。』でマックス・エーよりAVデビュー。
- 2006年11月、『セル初×ギリギリモザイク ギリギリモザイク』でエスワンよりセルデビュー。
- 2008年4月より、恵比寿マスカッツの1期生として、テレビ東京系の『おねがい!マスカット』に出演。同年11月、MOODYZに移籍。
- 2009年4月より、『おねがい!マスカット』に引き続き『おねだり!!マスカット』に出演。
- 2010年3月、『おねだり!!マスカット』終了に伴い、一時的に恵比寿マスカッツを卒業。4月より、約1ヵ月ぶりに恵比寿マスカッツに復帰。引き続き『ちょいとマスカット!』に出演。10月より、『ちょいとマスカット!』に引き続き『おねだりマスカットDX!』に出演。
- 2011年10月より、『おねだりマスカットDX!』に引き続き『おねだりマスカットSP!』に出演。
- 2015年2月25日、『電撃引退！THE LAST STAGE 3時間スペシャル 小川あさ美』で引退。
- 9月、一緒にUSJに来たついでに、あさみんとしてかすみ果穂と桜木凛のDVDイベントのMCやカメラマンをする。

## 作品

### アダルトビデオ
2005年
- スター誕生。（11月29日、マックス・エー）
- shine（12月30日、マックス・エー）

2006年
- casual（1月27日、マックス・エー）
- 刹那的なカノジョ（2月28日、マックス・エー）
- Love&Beach（3月24日、マックス・エー）
- ようこそ!Max Cafeへ（4月28日、マックス・エー）
- 淫口（5月25日、マックス・エー）
- 美癒（6月23日、マックス・エー）
- 監禁ボディドールX 序章（7月25日、マックス・エー）
- ようこそ!Max Airlineへ（8月25日、マックス・エー）
- ウェルカム マックス・ソープ!!（9月22日、マックス・エー）
- 小川あさ美のPrivate Date（10月21日、マックス・エー）
- セル初×ギリギリモザイク ギリギリモザイク （11月7日、エスワン）
- あぶない二人（11月22日、マックス・エー）共演:柚木ティナ
- パコパコ航空 CA（12月7日、エスワン）
- 女神の系譜（12月22日、マックス・エー）

2007年
- SEX ON THE BEACH～南の島でパコパコ!（1月19日、エスワン）
- ギリギリモザイク あさ美のセックスじっくり見せてあげる（2月19日、エスワン）
- ギリギリモザイク 6つのコスチュームでパコパコ!（3月19日、エスワン）
- MAXピンクファイル（3月16日、マックス・エー)
- ギリギリモザイク 激烈ピストン 11（4月19日、エスワン）
- ハイパーギリギリモザイク 特殊浴場TSUBAKI 貸切入浴料1億円（5月3日、エスワン）共演:蒼井そら、麻美ゆま、吉沢明歩、穂花、片瀬まこ、伊沢千夏、果梨、西野翔、遥めぐみ、美優千奈、MO☆MO ※AV OPEN 2007エントリー作品
- ギリギリモザイク 妄想的特殊浴場 本指名（5月19日、エスワン）
- ハイパー×ギリギリモザイク ハイパーギリギリモザイク（6月19日、エスワン）
- ギリギリモザイク バコバコ乱交36（7月19日、エスワン）
- ハイパー×ギリギリモザイク 潮吹きハイパーギリギリモザイク（8月19日、エスワン）
- ギリギリモザイク 無限絶頂！激イカセFUCK（9月19日、エスワン）
- ギリギリモザイク 潮吹き女教師Wバコバコ乱交（10月7日、エスワン）共演:片瀬まこ
- ギリギリモザイク 20コスチュームでパコパコ!（11月19日、エスワン）
- ギリギリモザイク 絶叫！ビッグマグナムFUCK（12月7日、エスワン）
- ハイパー×ギリギリモザイク 特殊浴場TSUBAKI8時間（12月7日、エスワン）共演:蒼井そら、麻美ゆま、伊沢千夏、片瀬まこ、果梨、西野翔、遥めぐみ、穂花、美優千奈、MO☆MO、吉沢明歩

2008年
- ギリギリモザイク ものすごい顔射（1月19日、エスワン）
- ギリギリモザイク あさ美の美尻じっくり見せてあげる（2月19日、エスワン）
- ギリギリモザイク 発情ダブルおまんこ（3月19日、エスワン）共演:遥めぐみ
- ギリギリモザイク 近親相姦～犯された三姉妹～（4月7日、エスワン）共演:吉沢明歩、モカ
- ギリギリモザイク 止まらない失禁（5月19日、エスワン）
- ハイパー×ギリモザ パイパンハイパーギリモザ（6月7日、エスワン）
- ハイパー×ギリモザ パイパン潮吹きハイパーギリモザ（7月19日、エスワン）
- レイプ×ギリモザ 夫の目の前で犯された若妻（8月19日、エスワン）
- ギリモザ 交わる体液、濃密セックス（9月19日、エスワン）
- 裏 小川あさ美（9月20日、プレステージ）
- あさ美先生の誘惑授業（10月1日、アイデアポケット）
- 超絶品ボディ（11月1日、MOODYZ）
- DIGITAL CHANNEL DC55（12月1日、アイデアポケット）

2009年
- Wキャスト（1月1日、MOODYZ）共演:西野翔
- 女怪盗 女豹8 女豹対贋女豹（2月7日、アタッカーズ）共演:鷹宮りょう
- Elegant Queen（3月1日、MOODYZ）共演:小澤マリア、青木玲、真田春香
- 淫乱痴女ナース（4月1日、MOODYZ）
- ドリームウーマン VOL.71（5月1日、MOODYZ）
- プレミアム3周年記念特別作品 THE PREMIUM V.I.P（6月7日、プレミアム）共演:かすみりさ、原更紗、冬月かえで
- 淫らな美尻SPECIAL（7月1日、MOODYZ）
- E-BODY（8月13日、E-BODY）
- ワイヤールX殲滅作戦（9月7日、アタッカーズ）
- 美しいお姉さんの濃厚な接吻とSEX（10月1日、アイデアポケット）
- THE PREMIUM V.I.P 未公開ソロFUCK×4＆8P乱交プレミアム完全版（10月7日、プレミアム）共演:かすみりさ、冬月かえで、原更紗
- 僕とあさ美の甘～い性活（11月1日、アイデアポケット）
- 奴隷街（12月7日、アタッカーズ）共演:真心実、咲乃瞳、美麗、MAYA
- the QUEEN of DAS!（12月25日、ダスッ!）

2010年
- HyperIdeaPocket 究極の尻フェチマニアックス（1月1日、アイデアポケット）
- カテキョ（2月1日、アイデアポケット)
- 日常にあるSEX（3月1日、アイデアポケット）
- 未亡人 アナタごめんなさい･･･（4月1日、アイデアポケット）
- 強姦捜査官 真条彩 レイプの傷痕（5月7日 アタッカーズ）
- 部下の美尻に埋もれたい！ 小川あさ美 秘書と社長の歪んだ関係（6月13日、MOODYZ）
- 連続ぶっかけ中出し輪姦（7月25日 ダスッ!）
- 世界の小川、アイポケのあさみん 小川あさ美のダイアモンドセレクション（8月1日、アイデアポケット)※総集編
- 夫の目の前で犯されて- ターゲット（8月7日 アタッカーズ）
- 痴女尻マニア（9月25日、美）共演:松嶋れいな
- 汚される美しい尻（10月25日 ダスッ!）
- 150発の大量精子で犯される美しい女（11月25日 ダスッ!）
- あなた、許して…。- 隣人の腕に抱かれて（12月7日 アタッカーズ）

2011年
- 奴隷色の女教師4（1月7日 アタッカーズ）
- 妄想X S級女優の旬感エクスタシー 22（1月25日、ARK）
- くノ一凌辱伝 ―影に生きるものの運命―（2月7日 アタッカーズ）共演:糸矢めい
- レイプの傷痕 ―忘れられない凌辱―（2月7日 アタッカーズ）他出演:心有花 ※『強姦捜査官 真条彩 レイプの傷痕』の完全ノーカット版
- いいなり奴隷秘書 恥辱の着せ替え人形（3月7日、アタッカーズ）
- THE BEST OF 小川あさ美（4月7日、アタッカーズ）
- 奴隷ソープに堕ちた人妻4（4月7日、アタッカーズ）
- 小川あさ美全作品ノーカットコンプリートBOX（4月25日、ダスッ!）※総集編
- 未亡人の柔肌3（5月7日、アタッカーズ）
- 女剣士レイプ 犯されたプライド 凌辱愛玩人形（6月7日、アタッカーズ）
- 矯正院株式会社（7月7日、アタッカーズ）他出演:西山瑞穂、米山愛、甲斐ミハル
- 淫・女尻 180分スペシャル（8月7日、プレミアム）
- 超淫らな絶品BODY（9月7日、プレミアム）
- ぬがせっ!!ハーレム野球拳（UMD Video）（11月18日、メディアバンク）他9名出演
- 小川あさ美のスーツ・コス（12月7日、プレミアム）

2012年
- 小川あさ美の手コキ・淫語・誘惑痴女（1月7日、プレミアム）
- PREMIUM STYLISH SOAP（2月7日、プレミアム）
- 美人OL痴漢地獄（3月7日、プレミアム）
- プレミアム・ビューティー（4月7日、プレミアム）共演:秋吉ひな
- 濃厚、密着、セックス。（5月7日、プレミアム）
- 小川あさ美顔面騎乗スペシャル（6月7日、プレミアム）
- ノーパン女教師 3時間スペシャル あさ美先生の学べる授業付き（7月7日、プレミアム）
- 犯された美人妻 〜夫の目の前で徹底凌辱〜（8月7日、プレミアム）
- あさ美の舌でアナタの全部舐めまくってあげる 180分スペシャル（9月7日、プレミアム）
- 100リットルローションFUCK!（10月7日、プレミアム）
- 小川あさ美PREMIUM BEST 2011-2012 8時間（11月7日、プレミアム）- 総集編
- 犯された温泉野外露出妻（11月19日、Rookie）
- いやらし〜い接吻とセックス（12月7日、プレミアム）

2013年
- 極エロあさ美尻 3時間スペシャル（1月7日、プレミアム）
- お義姉さんの誘惑 〜淫らな兄嫁と、ひとつ屋根の下〜（2月7日、プレミアム）

2014年

### イメージビデオ
- フェロモン!!（2006年9月27日、インディーズ・メーカー）

2011年
- 妄想X S級女優の旬感エクスタシー 22 (1月25日 ARK)

### Vシネマ
- 爆裂！パチンコエンジェル（2012年、竹書房） - 主演　銀野七海 役

### バラエティービデオ
- かすみレディオ16(2013/08/21、ポニーキャニオン)・・・レギュラー版かすみレディオ＃。共演：成瀬心美、かすみ果穂
- あいのエチュード第八幕（2014年、つくばテレビ）
- 24時間かすみレディオ2013 DVD-BOX (2014、つくばテレビ)
- かすみレディオ18(2014年2月1日、つくばテレビ)

### グラビア
- Someday サムディ（2006年4月11日、撮影：マキハラススム）[3]
- Love Date ラブデート（2009年9月17日、撮影：マキハラススム）[4]

### 写真集
- 東京恋鎖（2005年8月、双葉社、撮影：山口勝己）ISBN 978-4575298321
- Learning X（2006年9月、彩文館出版、撮影：野川イサム）ISBN 978-4775601501
- 艶ジェル（2013年9月26日、双葉社、撮影：篠原潔）ISBN 978-4812497142

### 雑誌
- べっぴんDMM 2011年12月号（表紙、グラビア）

## 出演

### 映画
- ジュテーム〜わたしはけもの（2008年11月22日）

### テレビドラマ
- 特命係長 只野仁（3rdシーズン） 第27話（2007年2月16日）
- 業界LOVE STORY~だからテレビはおもしろい~（2011年5月4日、東海テレビ）
- 匿名探偵（2012年10月 - 12月、テレビ朝日） - マリモ（ストリップ嬢） 役

### テレビバラエティ
- おねがい!マスカット（2008年4月7日 - 2009年3月30日、テレビ東京）
- おねだり!!マスカット（2009年4月6日 - 2010年3月29日、テレビ東京）
- ちょいとマスカット!（2010年4月28日 - 2010年9月29日、テレビ東京）
- キャンパスナイトフジ（2010年2月19日、3月12日フジテレビ）
- おねだりマスカットDX!（2010年10月6日 - 2011年9月28日 、テレビ東京）
- 魁!音楽番付（2010年12月22日、フジテレビ）
- 志村&鶴瓶のアブない交遊録(2011年1月2日、テレビ朝日)
- めちゃ×2イケてるッ!（2011年9月17日、フジテレビ）
- おねだりマスカットSP!（2011年10月5日 - 2013年3月30日、テレビ東京）
- ビートたけしのあと五回だけヤラせてTV（2011年12月29日、TBS）
- 音流（2012年3月23日、テレビ東京）
- おもしろ言葉ゲーム OMOJAN（2012年5月22日、フジテレビ）
- レギュラー版かすみレディオ（2013年1月 、エンタ!371、NOTTV）
- 24時間かすみレディオ2013かすみ果穂のオールナイトニッポン公開収録(2013年9月29日、ニコニコ生放送) - 共演：桜木凛・安城アンナ・範田紗々